# Silvia Abascal Estrada
Sílvia Abascal Estrada (Madrid, 20 de març de 1979) és una actriu espanyola. Va iniciar la seva carrera a la televisió amb Un, dos, tres... responda otra vez, i es donà a conèixer amb la sèrie Pepa y Pepe. Ha treballat en diverses produccions televisives, cinematogràfiques i teatrals, destacant pel seu paper a El comisario i per films com La dama boba, El tiempo de la felicidad i A mi madre le gustan las mujeres. També ha actuat a l’escenari amb obres com Historia de una vida i Días de vino y rosas. L’any 2011 va patir un aneurisma cerebral, fet que relatà al llibre Todo un viaje (2013). El 2015 va participar en un videoclip d’Alejandro Sanz. Ha rebut diversos premis i nominacions, destacant guardons al Festival de Cinema d’Espanya de Tolosa de Llenguadoc, el Premi San Pancracio i el Premi Rojas de teatre. Ha estat nominada en diverses ocasions als Premis Goya, i als Premis Unión de Actores, i ha rebut homenatges i reconeixements en festivals nacionals i internacionals, com els de Màlaga, Santander, Corint i Ponferrada.

## Filmografia

### Cinema
| Llargmetratges - El tiempo de la felicidad (1997) - La fuente amarilla (1999) - La voz de su amo (2001) - A mi madre le gustan las mujeres (2002) - El Lobo (2004) - Peperoni ripieni e pesci in faccia (2004) - Vida y color (2005) - La dama boba (2006) - Escuchando a Gabriel (2007) - Enloquecidas (2008) - El amor se mueve (2008) - La herencia Valdemar (2010) - La herencia Valdemar II: La sombra prohibida (2010) | Curtmetratges - Endora (1999) - La cartera (2000) - Al empezar la semana (2002) - La señorita Zuenig (2004) - Canciones de invierno (2004) - Yo (2006) |

### Televisió
- Un, dos, tres... responda otra vez (1993-1994)
- Pepa y Pepe (1995)
- Turno de oficio (1995)
- Turno de oficio: Diez años después (1996)
- Hostal Royal Manzanares (1996-1998)
- Don Juan (1997)
- El Comisario (1999-2000)
- Las amargas lágrimas de Petra von Kant (2001)
- Estudio 1 (2001,2006)
- Una nueva vida (2002)
- Viento del pueblo: Miguel Hernández (2002)
- Aquí no hay quien viva (2003)
- Una nueva vida (2003)
- El dilema (2003)
- Hospital Central (2004)
- Dentro del paraíso (2005)
- Vientos de agua (2006)
- 700 euros, diario secreto de una call girl (2008)
- Futuro: 48 horas (2008)
- Acusados (2009)
- Piratas (2011)

### Teatre
- Romeo y Julieta (1999)
- La Gaviota (2002)
- Historia de una vida (2005)
- Siglo XX... que estás en los cielos (2006)
- Gatas (2008)
- Días de vino y rosas (2009-2010)

## Premis i nominacions
| Any  | Premi                                                | Categoria                                                                | Títol                   | Resultat   |
| ---- | ---------------------------------------------------- | ------------------------------------------------------------------------ | ----------------------- | ---------- |
| 1997 | Fotogramas de Plata                                  | Millor actriu de televisió                                               | Hostal Royal Manzanares | Nominada   |
| 1999 | Festival de Cinema d'Espanya de Tolosa de Llenguadoc | Millor actriu                                                            | La fuente amarilla      | Guanyadora |
| 1999 | Premi Max Factor                                     | Rostre més bonic del Cinema Espanyol                                     |                         | Guanyadora |
| 1999 | Festival Cáceres                                     | Premi San Pancracio (Millor actriu)                                      | La Fuente Amarilla      | Guanyadora |
| 2000 | Premi AISGE. Cinema Jove (València)                  | Premi "Un futuro de cine"                                                |                         | Guanyadora |
| 2000 | Premis Goya                                          | Goya a la millor actriu revelació                                        | La fuente amarilla      | Nominada   |
| 2005 | Premis Unión de Actores y Actrices                   | Millor actriu secundària                                                 | El Lobo                 | Nominada   |
| 2005 | Premi Rojas                                          | Millor actriu de teatre                                                  | Historia de una vida    | Guanyadora |
| 2005 | Premis Goya                                          | Goya a la millor actriu secundària                                       | El Lobo                 | Nominada   |
| 2006 | Premis Unió d'Actors,Espanya                         | Millor actriu de teatre                                                  | Historia de una vida    | Nominada   |
| 2006 | Premi Cadena 100                                     | per part dels seus oients a la trajectòria professional d'interpretació. |                         | Guanyadora |
| 2006 | Festival de Santander                                | Premi Homenatge a la trajectòria professional                            |                         | Guanyadora |
| 2006 | Festival de Màlaga de Cinema Espanyol                | Millor actriu                                                            | La dama boba            | Guanyadora |
| 2007 | Premis Goya                                          | Goya a la millor actriu                                                  | La dama boba            | Nominada   |
| 2007 | Festival de Cinema de l'Alfàs del Pi, Alacant        | Premi a la trajectòria professional                                      |                         | Guanyadora |
| 2008 | Festival de Cinema de Corint (Grècia)                | Millor actriu                                                            | Escuchando a Gabriel    | Guanyadora |
| 2008 | Festival de CineMA de ponferrada                     |                                                                          | Una mirada de cine      | Guanyadora |